# Rio Capivari (Lençóis)
O rio Capivari é um curso de água intermitente brasileiro que banha a cidade de Lençóis,  estado da Bahia, afluente direto do rio Capivara, na bacia do rio Paraguaçu, um dos rios com este nome no estado e na bacia desse rio. Está situado dentro do território do Parque Nacional da Chapada Diamantina.
É uma das atrações turísticas do Parque Nacional, apresentando no seu curso várias cachoeiras, das quais se destacam a que tem o nome do rio, a Mixila e a do Poção, numa caminhada considerada de nível difícil dada as condições do relevo, bastante íngreme.